# 法拉利F14 T

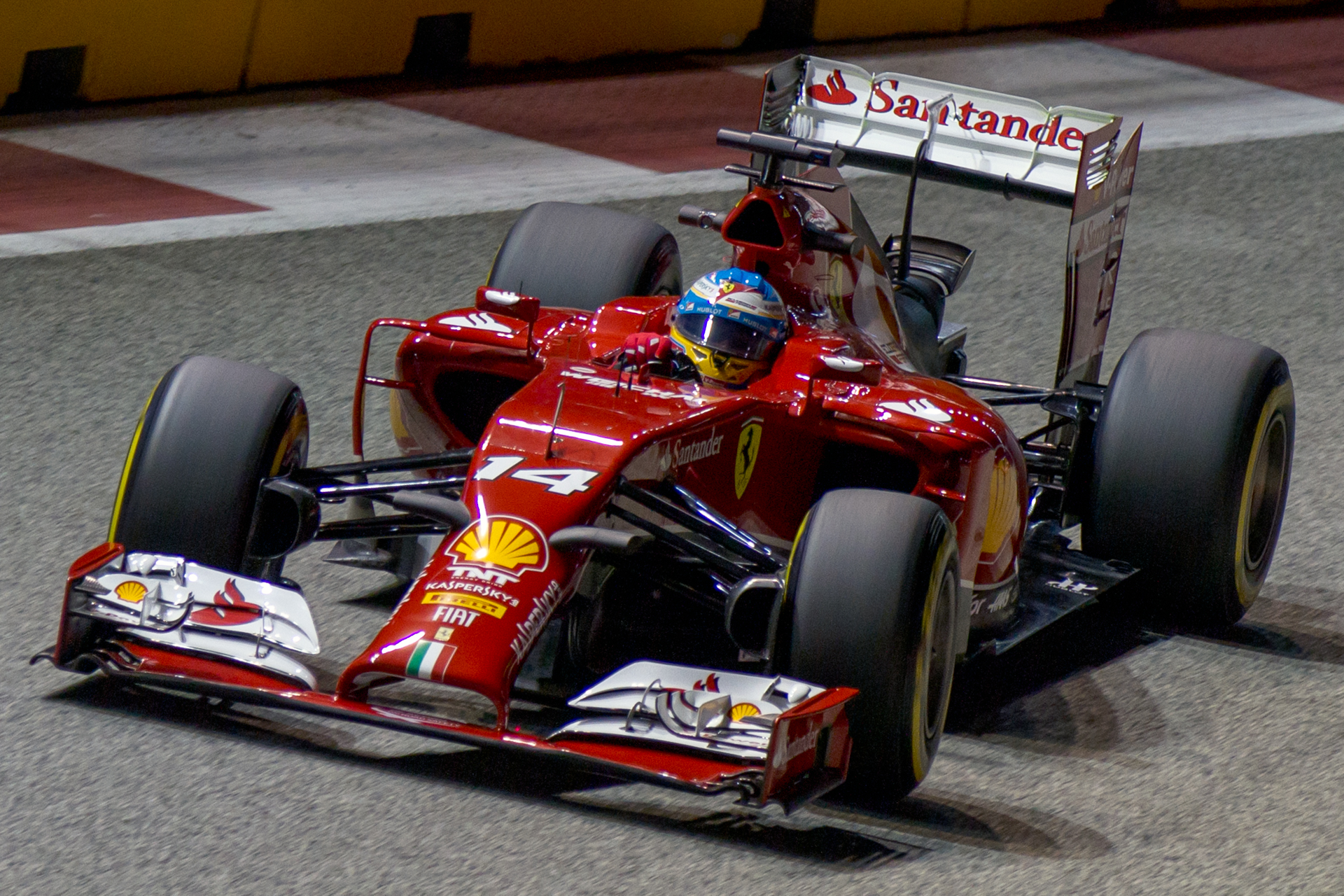

法拉利F14 T（Ferrari F14 T）是法拉利车队2014 F1赛季的新一级方程式赛车，采用全新的V6涡轮增压引擎，该名字是通过网友投票选出。F代表法拉利，14代表14年，T代表涡轮增压引擎。